# Björn Mehnert
Björn Mehnert (Dortmund, Nyugat-Németország, 1976. augusztus 24. –) német labdarúgóhátvéd vagy középpályás.